# Балка Широка (притока Грушівки)
Балка Широка — балка (річка) в Україні у Криничанському й Солонянському районі Дніпропетровської області. Ліва притока річки Грушівки (басейн Дніпра).

## Опис
Довжина балки приблизно 6,96 км, найкоротша відстань між витоком і гирлом — 5,88  км, коефіцієнт звивистості річки — 1,18 . Формується декількома струмками та загатами. На деяких ділянках балка пересихає.

## Розташування
Бере початок на північно-західній стороні від села Карайкове. Тече переважно на північний схід через село Якимівку і у селі Голубинівка впадає в річку Грушівку, праву притоку річки Мокрої Сури.

## Цікаві факти
- У XX столітті на балці існували птице-тваринна ферма (ПТФ) та газова свердловина[2], а в XIX столітті — декілька вітряних млинів[1].